# Да се завърнеш в бащината къща
„Да се завърнеш в бащината къща“ е стихотворение елегия от Димчо Дебелянов, публикувано по времето около последното завръщане на автора в родния му дом, в Копривщица, през 1912 г. във вестник „Смях“, след смъртта на майката.
Водещи мотиви в стихотворението са за майчините милувки, за прегръдката и прошката. Хармоничният свят е обрисуван с вечните човешки ценности, придружени с изрази като „да те присрещне старата на прага“, „да чезнеш в нейната усмивка блага“
В моментите на своите странствания Димчо Дебелянов на няколко пъти се завръща в бащината къща. През 1912 г. идва у дома, а  къщата е била полуразрушена. Прекарал часове наред в нея той снове от единия кат на другия, като току плачел, току се смеел. На раздяла целунал земята пред входната порта и отправил думите: „Сбогом, бащин дом“.
Да се завърнеш в бащината къща

Да се завърнеш в бащината къща,

когато вечерта смирено гасне

и тихи пазви тиха нощ разгръща

да приласкае скръбни и нещастни.

Кат бреме хвърлил черната умора,

що безутешни дни ти завещаха -

ти с плахи стъпки да събудиш в двора

пред гостенин очакван радост плаха.

Да те присрещне старата на прага

и сложил чело на безсилно рамо,

да чезнеш в нейната усмивка блага

и дълго да повтаряш: мамо, мамо...

Смирено влязъл в стаята позната,

последна твоя пристан и заслона,

да шъпнеш тихи думи в тишината,

впил морен поглед в старата икона:

аз дойдох да дочакам мирен заник,

че мойто слънце своя път измина...

О, скрити вопли на печален странник,

напразно спомнил майка и родина!